# Corynoneura nasuticeps
Corynoneura nasuticeps är en tvåvingeart som beskrevs av Hazra, Nath och Chaudhuri 2003. Corynoneura nasuticeps ingår i släktet Corynoneura och familjen fjädermyggor.
Artens utbredningsområde är West Bengal (Indien). Inga underarter finns listade i Catalogue of Life.